# Léon Dupont
Léon Dupont (18 mei 1881 - 6 oktober 1956) was een Belgische atleet, die het hoog- en verspringen beoefende, zowel met als zonder aanloop. Hij was de eerste Belgische atleet die een medaille behaalde op de Olympische Spelen.

## Loopbaan
Dupont vertegenwoordigde België op de Tussenliggende Spelen van Athene in 1906. De resultaten en medailles die op deze Olympische Spelen werden behaald, worden tegenwoordig niet langer erkend door het IOC. Op het onderdeel hoogspringen uit stand won hij met de Amerikanen Lawson Robertson en Martin Sheridan een gedeelde zilveren medaille. Met de door hen gezamenlijk bereikte hoogte van 1,40 m moesten zij alleen de Amerikaanse superster Ray Ewry voorlaten, die tot 1,56 kwam. Bij het verspringen uit stand bereikte hij een afstand van 2,975, waarmee hij vierde werd. Op het hoogspringen met aanloop overleefde hij de voorrondes niet.
Op de Olympische Spelen van 1908 behaalde hij een zestiende plaats bij het hoogspringen met een hoogte van 1,67 m. Bij het hoogspringen uit stand eindigde hij, tezamen met nog vijf andere atleten, met 1,42 m op een gedeelde achtste plaats. Op het onderdeel verspringen uit stand, gewonnen door Ray Ewry met 3,33, drong hij niet door tot de finale.

## Belgische kampioenschappen
| Onderdeel    | Jaar                   |
| ------------ | ---------------------- |
| hoogspringen | 1905, 1906, 1907, 1909 |

## Persoonlijk record
| Onderdeel    | Prestatie | Jaar |
| ------------ | --------- | ---- |
| hoogspringen | 1,75 m    | 1908 |

## Palmares

### hoogspringen
- 1905:  BK AC - 1,68 m
- 1906:  BK AC - 1,70 m
- 1906: in voorronde uitgesch. Tussenliggende Spelen
- 1907:  BK AC - 1,60 m
- 1908:  BK AC - 1,68 m
- 1908: 16e OS - 1,67 m
- 1909:  BK AC - 1,70 m

### hoogspringen uit stand
- 1906:  Tussenliggende Spelen - 1,40 m
- 1908: 8e OS - 1,42 m

### verspringen uit stand
- 1906: 4e Tussenliggende Spelen - 2,975 m
- 1908: in voorronde uitgesch. OS